# Tim Siersleben
Tim Siersleben (* 9. März 2000 in Magdeburg) ist ein deutscher Fußballspieler. Der Innenverteidiger steht beim Bundesligisten 1. FC Heidenheim unter Vertrag.

## Karriere
Siersleben machte seine ersten Schritte im Fußball in der Jugend des 1. FC Magdeburg. Dort kam er in der U-17 des Vereins zum Einsatz. Im Jahr 2016 wechselte er in das Nachwuchsleistungszentrum des VfL Wolfsburg. Dort wurde er zuerst in der U-17 und ein Jahr später in der U-19 des Vereins eingesetzt. Sein erstes Spiel für die U-17 der Wölfe in der B-Junioren Bundesliga Nord/Nordost machte er am 13. August 2016 beim 1:1 im Spiel gegen seinen ehemaligen Verein Magdeburg. Am 2. April gelang ihm sein erstes Tor in der B-Junioren-Bundesliga beim 2:0-Sieg gegen die U-17 des Hamburger SV. Siersleben stand dabei in 21 Spielen als Kapitän auf dem Feld. Am 16. September 2017 kam er zu seinem ersten Einsatz in der A-Junioren-Bundesliga beim 4:2-Sieg im Spiel gegen die U-19 des Niendorfer TSV. Zur Saison 2018/2019 führte Siersleben die U-19-Mannschaft des Klubs als Kapitän aufs Feld. Am 10. August schoss er sein erstes Tor in der A-Junioren Bundesliga beim 4:2-Sieg im Spiel gegen Hertha BSC. Insgesamt kam Siersleben in 48 A-Junioren-Ligaspielen und drei Spielen im DFB-Pokal der Junioren für die U-19 des VfL Wolfsburg zum Einsatz, in denen ihm 4 Treffer gelangen.
Im Jahr 2019 stand er erstmals im Kader der zweiten Mannschaft des VfL Wolfsburg beim 1:1 gegen Weiche Flensburg, blieb dort jedoch ohne Einsatz. Zur Saison 2019/2020 gehörte er fest zum Kader der zweiten Mannschaft in der Regionalliga Nord. Sein erstes Spiel für die zweite Mannschaft bestritt er am 26. Juli 2019, ebenfalls gegen Weiche Flensburg. Insgesamt machte er 23 Spiele für die Zweitvertretung der Wölfe. Am 5. August 2020 stand er erstmals im Kader der Profimannschaft beim Europa-League-Achtelfinalrückspiel gegen Schachtar Donezk. Seit dem 1. Januar 2021 besitzt Siersleben einen Profi-Vertrag und gehörte seitdem zum Kader des Bundesligisten. Sein Bundesligadebüt gab Siersleben am 22. Mai 2021 beim 2:3 gegen den FSV Mainz 05. Er wurde in der 57. Minute für John Anthony Brooks eingewechselt.
Zur Saison 2021/2022 wechselte Siersleben in die zweite Liga und schloss sich dem 1. FC Heidenheim an um Spielpraxis zu sammeln. Beide Klubs einigten sich auf eine zweijährige Leihe.
Nach dem Bundesliga-Aufstieg 2023 wechselte er fest nach Heidenheim und unterschrieb einen Vertrag bis 2026.
Nationalmannschaft
Siersleben kam bereits für die Juniorennationalmannschaften Deutschlands zum Einsatz. Sein Debüt für die U-16-Nationalmannschaft gab er am 16. Mai 2016 beim 1:1 im Freundschaftsspiel gegen die U-16 Frankreichs. Im gleichen Jahr kam er ebenfalls erstmals für die U-17 Deutschlands zum Einsatz. Sein Debüt für die U-17 gab er am 30. September beim 3:2-Sieg gegen die U-17 Kroatiens. Am 5. September 2019 gab er sein Debüt für die U-20 Deutschlands im Spiel gegen die U-20 Tschechiens. Er wurde in der 89. Minute für Lino Tempelmann eingewechselt.

## Persönliches
Tim Siersleben ist der Sohn von Frank Siersleben.

## Titel und Auszeichnungen
- Meister der 2. Bundesliga 2023